# KNVB-Pokal 1904/05
Der KNVB-Pokal 1904/05 war die siebte Auflage des niederländischen Fußball-Pokalwettbewerbs. Pokalsieger wurde VOC Rotterdam. Das Team setzte sich im Finale gegen die Reservemannschaft von HBS Craeyenhout durch.

## Modus
Alle Begegnungen wurden in einem Spiel ausgetragen. Bei unentschiedenem Ausgang wurde zur Ermittlung des Siegers eine Verlängerung von zweimal 7½ Minuten gespielt. Stand danach kein Sieger fest, folgte eine weitere Verlängerung von zweimal 7½ Minuten. War danach immer noch keine Entscheidung gefallen, wurde das Spiel auf dem Platz des Gegners wiederholt. Wenn auch das drittes Spiel unentschieden endete, ging es in die Verlängerung, bis ein Tor fiel.

## 1. Runde
| Datum      |                        | Ergebnis |                           |
| ---------- | ---------------------- | -------- | ------------------------- |
| 06.11.1904 | DSV Concordia Delft    | 2:1      | Quick Den Haag II         |
| 06.11.1904 | ZVV Zwolle             | 0:5      | Volharding Amsterdam      |
| 06.11.1904 | NOAD Breda             | 5:1      | AVV Amsterdam             |
| 06.11.1904 | Hercules Enschede      | 05:0 1   | UVC Amsterdam             |
| 06.11.1904 | Be Quick Zutphen       | 3:5      | VOC Rotterdam             |
| 06.11.1904 | Excelsior Rotterdam    | 1:2      | Sparta Breda              |
| 06.11.1904 | UC & VV Hercules II    | 8:2      | Victoria Tiel             |
| 06.11.1904 | Swift Amsterdam        | 5:2      | Velox Nijmegen            |
| 06.11.1904 | Dordrechtsche FC II    | 0:3      | Koninklijke HFC II        |
| 06.11.1904 | BSV Allen Weerbaar     | 02:11    | BVV Wilhelmina            |
| 06.11.1904 | Saturnus Rotterdam     | 2:1      | Ajax Amsterdam            |
| 06.11.1904 | Willem II Tilburg      | 2:3      | Celeritas Rotterdam       |
| 06.11.1904 | Quick Amsterdam        | 3:1      | Oranje Nassau Almelo      |
| 06.11.1904 | HBS Craeyenhout II     | 10:10    | RV & AV Neptunus          |
| 06.11.1904 | Achilles Rotterdam     | 2:1      | EV & AV De Tubanters 1897 |
| 06.11.1904 | Koninklijke UD 1875    | 4:3      | AFC Quick 1890            |
| 06.11.1904 | VV Oosterpark          | 2:1      | RAP Amsterdam II          |
| 06.11.1904 | Be Quick 1887          | 3:2      | Voorwaarts Den Haag       |
| 06.11.1904 | VVV Amsterdam          | 2:0      | UVV Utrecht               |
| 06.11.1904 | DVS Rotterdam          | 1:2      | Unitas Rotterdam          |
| 06.11.1904 | Celeritas Rotterdam II | 3:7      | VOC Rotterdam II          |
| 06.11.1904 | EDO Amsterdam          | 1:4      | Victoria Hilversum        |
| 06.11.1904 | Vitesse Arnheim II     | 11:00    | AVV Amsterdam II          |
| 06.11.1904 | GVV Gorcum             | 5:2      | HVV Tubantia              |
| 06.11.1904 | HFC Haarlem´II         | 0:4      | EMM Middelburg            |
| 06.11.1904 | EFC Prinses Wilhelmina | 5:0      | AFC Amsterdam             |

## Zwischenrunde
| Datum      |                     | Ergebnis  |                        |
| ---------- | ------------------- | --------- | ---------------------- |
| 04.12.1904 | Koninklijke UD 1875 | 2 5:0 2   | Quick Amsterdam        |
| 04.12.1904 | GVV Gorcum          | 2:3       | DSV Concordia Delft    |
| 04.12.1904 | Hercules Enschede   | 2:3       | Vitesse Arnheim II     |
| 04.12.1904 | Swift Amsterdam     | 2:7       | Victoria Hilversum     |
| 04.12.1904 | Achilles Rotterdam  | 1:3       | VV Oosterpark          |
| 04.12.1904 | VOC Rotterdam II    | 1:3       | Be Quick 1887          |
| 04.12.1904 | Koninklijke HFC II  | 7:1       | EFC Prinses Wilhelmina |
| 04.12.1904 | Saturnus Rotterdam  | 2:1       | NOAD Breda             |
| 04.12.1904 | Celeritas Rotterdam | 2:5       | HBS Craeyenhout II     |
| 04.12.1904 | BVV Wilhelmina      | 3:3 n. V. | Unitas Rotterdam       |
| 18.12.1904 | Unitas Rotterdam    | 0:1       | BVV Wilhelmina         |

## 2. Runde
| Datum      |                    | Ergebnis |                      |
| ---------- | ------------------ | -------- | -------------------- |
| 05.02.1905 | EMM Middelburg     | 5:1      | VVV Amsterdam        |
| 05.02.1905 | Vitesse Arnheim II | 1:2      | Victoria Hilversum   |
| 05.02.1905 | BVV Wilhelmina     | 2:3      | Koninklijke HFC II   |
| 05.02.1905 | Be Quick 1887      | 3:6      | Volharding Amsterdam |
| 05.02.1905 | VOC Rotterdam      | 5:2      | UC & VV Hercules II  |
| 05.02.1905 | VV Oosterpark      | 00:13    | DSV Concordia Delft  |
| 05.02.1905 | Saturnus Rotterdam | 5:2      | Koninklijke UD 1875  |
| 05.02.1905 | HBS Craeyenhout II | 9:1      | Sparta Breda         |

## Viertelfinale
| Datum      |                     | Ergebnis |                      |
| ---------- | ------------------- | -------- | -------------------- |
| 26.02.1905 | Victoria Hilversum  | 2:1      | Koninklijke HFC II   |
| 05.03.1905 | DSV Concordia Delft | 1:0      | Volharding Amsterdam |
| 05.03.1905 | HBS Craeyenhout II  | 8:2      | EMM Middelburg       |
| 05.03.1905 | Saturnus Rotterdam  | 03:4 3   | VOC Rotterdam        |

## Halbfinale
| Datum      |                     | Ergebnis |                    |
| ---------- | ------------------- | -------- | ------------------ |
| 26.03.1905 | HBS Craeyenhout II  | 3:2      | Victoria Hilversum |
| 02.04.1905 | DSV Concordia Delft | 2:4      | VOC Rotterdam      |

## Finale
| VOC Rotterdam                          | VOC Rotterdam | HBS Craeyenhout II | HBS Craeyenhout II |
| -------------------------------------- | --- | --- | ------------------ |
| VOC Rotterdam                          | \| 30. April 1905 in De Diepput, Den Haag \| \| Ergebnis: 3:0 (2:0) \| \| Schiedsrichter: H. P. Solomons Jr. \| \| Spielbericht \| | \| 30. April 1905 in De Diepput, Den Haag \| \| Ergebnis: 3:0 (2:0) \| \| Schiedsrichter: H. P. Solomons Jr. \| \| Spielbericht \| | HBS Craeyenhout II |
| VOC Rotterdam                          | 1:0 Jerris 2:0 Van Duijn 3:0 H. Breuning (?, Elfmeter)                                                                             | | HBS Craeyenhout II |
| 30. April 1905 in De Diepput, Den Haag | | |                    |
| Ergebnis: 3:0 (2:0)                    | | |                    |
| Schiedsrichter: H. P. Solomons Jr.     | | |                    |
| Spielbericht                           | | |                    |